# Slag bij Saint Mary's Church
De Slag bij Saint Mary's Church vond plaats op 24 juni 1864 nabij Charles City in Virginia tijdens de Amerikaanse Burgeroorlog. Deze cavalerieslag is ook bekend als de Slag bij Samaria Church of de Slag bij Nance's Shop.
Terwijl generaal-majoor Philip Sheridans Cavalry Corps, Army of the Potomac terugkeerde van hun mislukte raid op de Virginia Central Railroad en de Slag bij Trevilian Station, verzamelden ze bevoorradingswagens die ze gevonden hadden bij het verlaten depot van White House Landing. Ze trokken op naar de James. Op 24 juni werd de colonne van brigadegeneraal David McM. Greggs divisie aangevallen door de Zuidelijke cavalerie aangevoerd door generaal-majoor Wade Hampton bij St. Mary’s Church. De numeriek sterkere Zuidelijken slaagden erin van de Noordelijken terug te dringen. De bagagetrein bleef echter gespaard en kon ongehinderd doorrijden naar de James.

## Achtergrond

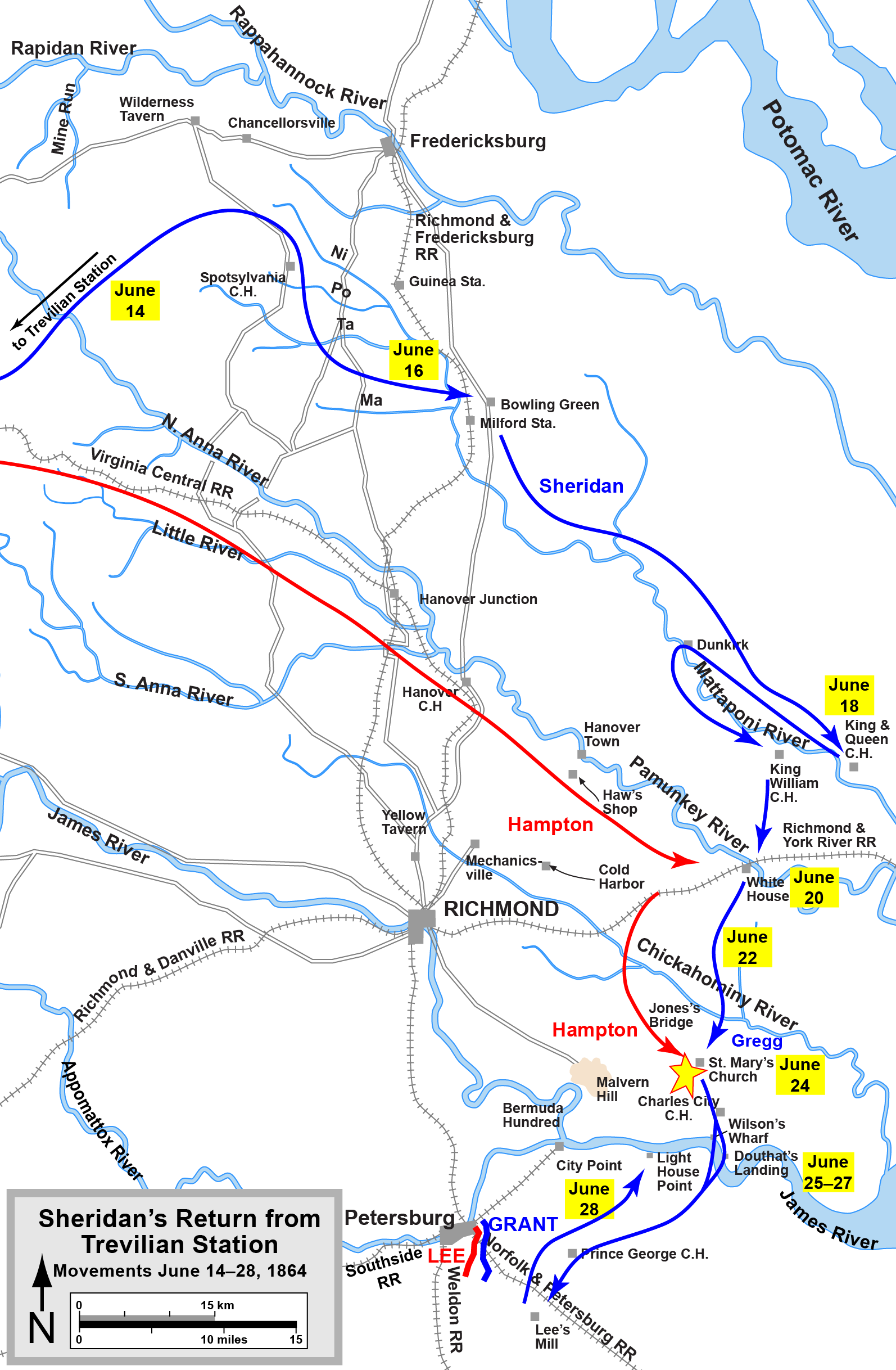
Sheridans terugtocht naar de Army of the Potomac na de raid bij Trevilian Station

Na de mislukte raid op de Virginia Central Railroad bij Trevilian Station op 11 en 12 juni 1864 vertrok Sheridans cavalerie op 13 juni richting de Noordelijke linies.
Ze staken de North Anna rivier over bij Carpenter’s Ford en trokken via de Catharpin Road in de richting van Spotsylvania Courthouse. Op 16 juni trokken ze voorbij Bowling Green en langs de noordelijke oever van de Mattaponi rivier. Ze arriveerden in King and Queen Court House op 18 juni.
Terwijl Sheridan zijn raid uitvoerde, was Grants leger vanuit Cold Harbor vertrokken om de James over te steken met als doel Petersburg. Grant gaf ook het bevel om zijn belangrijkste bevoorradingsdepot bij White House landing langs de Pamunkey rivier te verplaatsen naar City Point langs de James. Sheridan wist dat het White House depot nog niet volledig opgebroken was. Daarom stuurde hij op 19 juni zijn gewonden en Afro-Amerikanen, die zijn colonne volgden, onder escorte naar White House. Zijn colonne marcheerde naar Dunkirk om daar de Mattaponi over te steken.
Hamptons Zuidelijke cavalerie vertrok uit Trevilian Station en volgde Sheridan langs parallelle wegen in zuidelijke richting. Zijn strijdmacht bestond uit de brigades van brigadegeneraal Matthew C. Butler en brigadegeneraal Thomas L. Rosser van zijn eigen divisie, de brigade van brigadegeneraal Williams C. Wickham van generaal-majoor Fitzhugh Lees divisie en de brigade van brigadegeneraal John R. Chambliss van generaal-majoor William Henry Fitzhugh Lees divisie. Hampton had eveneens de nieuwe brigade van brigadegeneraal Martin W. Gary toegewezen gekregen.
Fitz Lee probeerde op 20 juni het Noordelijke depot van White House aan te vallen. De tijdige aankomst van Sheridan verijdelde dit plan. Op 21 juni stak Sheridan de Pamunkey over. Hij brak door de Zuidelijke linies bij St. Peter’s Church en leidde 900 karren naar de James. Op 22 en 23 juni stak hij de Chickahominy over. Hij trok voorbij de Zuidelijke stellingen bij Jones’s Bridge. Hampton was er niet in geslaagd om Sheridan te blokkeren. Hij stak zelf de Chickahominy over ten noorden van de Noordelijke oversteekplaats en spoedde zich in zuidelijke richting.

## De slag
Op 24 juni vervolgde Torberts divisie haar weg naar Harrison’s Landing terwijl Greggs divisie op een parallelle route de rechterflank van Torbert afschermde. Torbert stuitte op de brigade van Lunsford L. Lomax bij Charles City Court House. De Zuidelijke tegenstand werd snel gesmoord. Rond 08.00u bereikte Greggs voorhoede onder brigadegeneraal Henry E. Davies, Jr. Samaria Church bij een kruispunt van drie wegen. Daar stonden Zuidelijke voorposten hen op te wachten. Een charge uitgevoerd door de 2nd Pennsylvania Cavalry verdreef de Zuidelijken in noordelijke richting. Davies’ brigade groef zich in ten westen van het kruispunt. Hij nam de rechterflank voor zijn rekening terwijl kolonel J. Irvin Gregg (de neef van generaal Gregg) de linkerflank bemande.
Hamptons eenheden rukten op en bereidden zich voor om enerzijds te voet aan te vallen, terwijl een ander deel zich eveneens ingroef. Tussen 15.00u en 16.00u voerden Hamptons vijf brigades aanvallen uit op de twee Noordelijke brigades. De druk op de Noordelijke linies was te groot. Ze trokken zich al vechtend terug naar Charles City Court House. Tussen 20.00u en 22.00u vonden er nog meerdere schermutselingen plaats rondom het gerechtsgebouw.

## Gevolgen
Greggs eenheden waren er relatief goed vanaf gekomen. Toch hadden ze verschillende gevangenen verloren waaronder kolonel Pennock Huey van het 8th Pennsylvania Cavalry. De Noordelijken verloren ongeveer 350 soldaten tegenover 250 Zuidelijken. Door de succesvolle Zuidelijke blokkade trok Sheridan zich op 25 juni terug via Charles City Court naar Douthat’s Landing. Daar hoopte hij alsnog zijn bagagetrein over de James te krijgen. Na het succesvol overzetten van de karren volgde de cavalerie op 27 en 28 juni. De Zuidelijke probeerden nogmaals de Noordelijke opmars te vertragen. Ze hadden echter te weinig manschappen die trouwens te moe waren om nog enig effect te sorteren. Hampton kreeg het bevel van Robert E. Lee om zo snel mogelijk naar Petersburg te marcheren om de Wilson-Kautz Raid tegen de spoorwegen ten zuiden van stad tegen te gaan. Zijn eenheden staken eveneens de James over bij Chaffin’s Bluff op 27 en 28 juni.
Sheridans raid op Trevilian Station en zijn terugtocht was geen onverdeeld succes. Hij had met succes de Zuidelijke aandacht van de oversteek van Grants leger over de Potomac afgeleid. Hij was er echter niet in geslaagd om de Virginia Central Railroad te vernietigen. Dit was trouwens de belangrijkste aanvoerlijn voor de Zuidelijke hoofdstad en leger. Sheridan had relatief zware verliezen geleden. Verschillende officieren waren gedood, gewond of gevangengenomen. Veel van zijn paarden waren gestorven tijdens de verschillende slagen of door oververhitting en vermoeidheid.
Ook de acties van Hamptons cavalerie kan net zo geëvalueerd worden. Hij was erin geslaagd om de spoorweg te beschermen, maar Sheridan was hem ontsnapt. In augustus werd Hampton benoemd tot bevelhebber van het Cavalry Corps van het Army of Northern Virginia en werd de opvolger van de gesneuvelde J.E.B. Stuart.

## Aanbevolen lectuur
- Longacre, Edward G. Lee's Cavalrymen: A History of the Mounted Forces of the Army of Northern Virginia. Mechanicsburg, PA: Stackpole Books, 2002. ISBN 0-8117-0898-5.